# Riu Lisva
El Lisva - (rus) Лысьва - és un riu de Rússia, un afluent per l'esquerra del Txussovaia. És un riu de règim nival. El Lisva recorre pel krai de Perm. Neix als Urals, té 112 km de llargària i ocupa una conca de 1.010 km².